# Бидарский султанат
Бидарский султанат — мусульманское государство на территории Индии, существовавшее в южной части страны в 1527—1619 годах. Один из Деканских султанатов. Бидарский султанат стал непосредственным преемником значительно уменьшившегося Бахманидского султаната, формально прекратившего своё существование после бегства последнего султана в Биджапур в 1527 году. Через 90 с лишним лет Бидарский султанат был включен в состав Биджапурского султаната.

## История султаната
Основателем государства Барид-шахов в Бидаре был бывший раб, тюрок из Грузии, Касим Барид, который около 1489 года занял должность мир-джумла (первого министра) при молодом бахманидском султане Махмуд-шахе (1482—1518). Касим Барид (ум. 1504) в смутный период сосредоточил в своих руках реальную власть над государством Бахманидов, однако не успел удержать территориальную целостность султаната: в 1490 году от него откололись Берар, Биджапур и Джуннар, к 1495 году фактически независимой стала Голконда.
Касиму Бариду в должности мир-джумла наследовал его сын Амир (1504—1542), который во время своего правления четырежды менял на бахманидском престоле марионеточных султанов, пока наконец в 1527 году последний из них, Калим-Аллах-шах, не сбежал от него в Биджапур. С этого момента Али Барид-шах I стал не только фактическим, но и формальным главой государства с центром в Бидаре, приняв имя Амира Барид-шаха. Сбежавший бахманид Калим-Аллах-шах совместно с султаном Биджапура попытался вернуться в Бидар, что привело к войне между Амиром Барид-шахом I и Биджапурским султанатом. Потерпев несколько поражений от биджапурских войск, Амир Барид-шах вынужден был уступить Биджапуру часть своей территории.
Амиру Барид-шаху наследовал его сын Али Барид-шах I (1542—1579), известный покровитель литературы, искусства и архитектуры. При нём в Бидаре было возведено несколько замечательных архитектурных сооружений, а также перестроен великолепный дворец Рангин Махал (букв. «Цветной дворец») посреди Бидарской крепости. В 1577 году была возведена сохранившаяся до наших дней гробница Али Барид-шаха I, часть которой, обращенная к Мекке, была оставлена открытой. Юго-западнее гробницы султана находится массивная могильная плита, под которой были захоронены 67 наложниц Али Барид-шаха I. Наложниц султану присылали в качестве дани его вассалы.
Али Барид-шах I вместе с другими султанами Декана принял участие в битве при Таликоте в 1565 году, в которой Виджаянагар потерпел сокрушительное поражение. После его смерти в 1579 году политическое влияние государства Барид-шахов в Декане начало стремительно уменьшаться. После смерти его внука, султана Амира Барид-шаха II (1589/1591—1601), прямая линия династии пресеклась и престол занял представитель боковой ветви Али Барид-шах III (1601—1609). В 1619 году Бидарский султанат был захвачен султаном Биджапура, а последний султан Амир Барид-шах III и его сыновья были помещены под домашний арест в Биджапуре.